# Surazomus mirim
Surazomus mirim är en spindeldjursart som beskrevs av James Cokendolpher och Paul Reddell 2000. Surazomus mirim ingår i släktet Surazomus och familjen Hubbardiidae. Inga underarter finns listade i Catalogue of Life.